# Бёрнсайд, Уильям
Уи́льям Бёрнсайд (англ. William Burnside; 2 июля 1852, Лондон — 21 августа 1927, Уэст-Уикем, Бромли, Лондон) — английский математик-алгебраист.

## Биография
Родился 2 июля 1852 года в Лондоне.
Член Лондонского королевского общества, профессор (с 1885 года) Морского колледжа в Гринвиче. Известен работами по теории групп, теории представлений и характеров групп, указал критерий разрешимости конечных групп. Ему принадлежит также ряд работ по теории вероятностей, по автоморфным функциям, по теории волн в жидкостях и др.
Центральной частью работы Бёрнсайда была работа в области теории представлений, где он помог разработать фундамент теории, дополняя и иногда соревнуясь с работой Фробениуса, который начал работать в этой области в 1890-х годах. Одно из самых известных вкладов в теорию групп — теорема Бёрнсайда о том, что каждая конечная группа, чей порядок делится менее чем на три различных простых числа, разрешима.
В 1897 году была опубликована классическая работа Бёрнсайда «Теория групп конечного порядка». Второе издание (изданное в 1911 году) стало стандартом в этой области на многие десятиления. Главным отличием второго издания было включение в него теории характеров.
Бёрнсайд также знаменит формулированием проблемы Бёрнсайда «Будет ли конечно порождённая группа, в которой каждый элемент имеет конечный порядок, обязательно конечной?».
Также Бёрнсайд знаменит леммой Бёрнсайда (количество орбит в подгруппе симметрической группы перестановок равно средневзвешенному количеству петель в перестановке), хотя этот результат был получен ранее Фробениусом и Коши.
В 1904 году учёный был награждён Королевской медалью Лондонского королевского общества.
Умер 21 августа 1927 года в Уэст-Уикеме.